# 2016年イタリア憲法改正国民投票
2016年イタリア憲法改正国民投票（イタリア語: Referendum costituzionale del 2016 in Italia）は、イタリア議会上院の権限を大幅に縮小する内容の憲法改正の是非を問う国民投票で、2016年12月4日に執行された。投票の結果、改正案は否決され、中心となって進めてきたマッテオ・レンツィ首相は辞任を表明した。

## 背景
上下院のねじれ現象や短命政権など不安定な政局が続いてきた反省を踏まえ、事実上の一院制にすることで、政権与党は改革を進めやすくなるとされる。

## 推移
改正案は、2年間の審議を経て、2016年4月12日与党の賛成多数で成立した。レンツィ首相は改正案が否決されれば首相を辞任するとしたため、この国民投票はレンツィに対する事実上の信任投票と受け止められた。当初から各種世論調査では反対派が優勢であった。12月4日の国民投票の結果、大差で否決される見通しとなり首相辞任を表明。

## 脚注

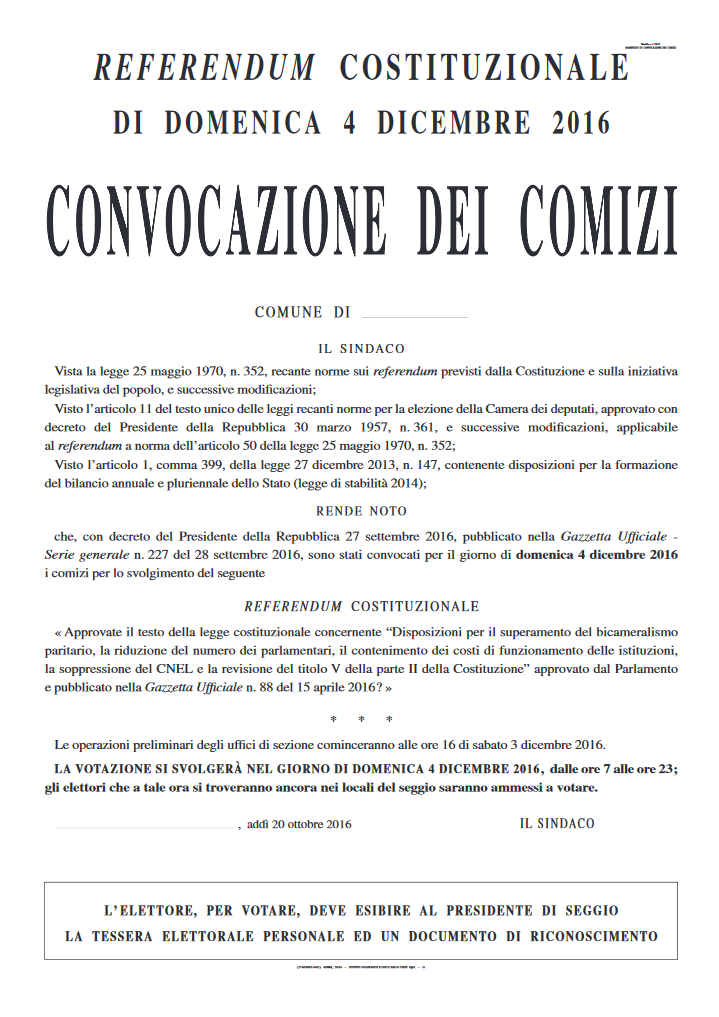
国民投票告示、2016年10月